# PekWM
PekWM은 X 윈도 시스템용 창 관리자로, Claes Nästen이 C++로 작성했다. 또한 PekWM은 설정하기도 매우 자유롭다. 코드는 aewm++에 기초했지만 많이 발전하여 더 이상 aewm++와 비슷하지 않다. 또한 기능도 확장해서 Ion3, PWM, Fluxbox와 비슷한 창 그룹화 기능과 자동 속성, xinerama, 다단계 키 연결을 지원하는 등 훨씬 다양한 기능을 갖추었다.

## 기능
PekWM의 주요 기능은 다음과 같다.
- 창 그룹화(창 탭 기능)
- 키 연쇄 (다단계 키 연결 설정)
- 마우스 작동
- 루트 메뉴와 창 메뉴, 그리고 모든 메뉴에서 키 연결 설정
- 스크립트 출력으로 볼 때마다 갱신하는 동적 메뉴
- XRandR과 Xinerama를 통해 다중 모니터 지원
- 테마 지원
- 자동 속성(창의 속성을 자동으로 설정)

## 같이 보기
- 블랙박스
- 플럭스박스